# 挪威廣播公司第三套節目
挪威廣播公司第三套節目（挪威語：NRK P3）是挪威廣播公司一條於1993年開播的電台頻道，主要播放音樂、趣劇、綜藝和健康教育等適合青少年收聽的節目。這條頻道已經在2017年12月13日終止調頻廣播，轉而純粹使用數碼聲音廣播。